# Pałac w Mrowinach
Pałac w Mrowinach – zabytkowy pałac w Mrowinach z XIX wieku – wsi w Polsce, w województwie dolnośląskim, w powiecie świdnickim, w gminie Żarów.

## Historia
Jako właściciele Mrowin udokumentowani są: 1353 Konrad von Tschirn, 1423 Thyme i Konrad von Schellendorf, 1548 George von Mühlheim, w 1550 Hans Stiebitz, w 1568 Julius von Adelsbach, 1594 jego syn, 1619 Gottfried von Adelsbach, 1655 Friedrich von Motschelnitz, 1694 Ludwig Freiherr von Monteuerques, następnie Johann Ferdinand von Carwath. W 1722 roku, po śmierci Melchiora Duciusa von Wallenburg, Mrowiny przeszłoy na własność wdowy po nim, Sophie Elisabeth z domu von Knobelsdorf, która wyszła za mąż za Samuela Adolpha von Winterfelda w drugim małżeństwie, a w 1733 roku za hrabiego Antona Wilhelma von Nostitz w trzecim. Po jej śmierci majątek przeszedł do jej bratanka, którym był Johann Adolph von Knobelsdorf.   
Pałac w Mrowinach zbudowano w drugiej połowie XVI wieku dla rodziny Adelsbach. Na widoku z lat 1740-1750 autorstwa F. B. Wernera z jego publikacji "Topographia Silesiae" można zauważyć, że pałac miał ówcześnie formę barokową. Była to duża rezydencja o czterech kondygnacjach zbudowanych na planie podkowy, zwieńczona mansardowym dachem. Budynek otaczała woda, będąca być może pozostałością fosy otaczającej wcześniejszy dwór. W 1838 pałac został przebudowany w stylu klasycystycznym. W roku 1868 pałac kupił przedsiębiorca kolejowy Carl Friedrich von Kulmiz i na jego polecenie w latach 1870-1871 obiekt przebudowano w stylu neorenesansowym przy pomocy berlińskiego radcy budowlanego Waesemana.  
Do lat 60. XX wieku pałac pełnił funkcję ośrodka szkoleniowego Ministerstwa Spraw Wewnętrznych. Do 1980 roku mieścił się w nim ośrodek poprawczy dla młodzieży. W latach 1980-1984 użytkownikiem była SPR. W 1984 r. pałac został przejęty przez Żarowskie Zakłady Wyrobów Szamotowych, które rozpoczęły remont obiektu, przerwany jednak w 1989 r. Pałac nie jest użytkowany i niszczeje. 
Do pałacu przylega park krajobrazowy.  

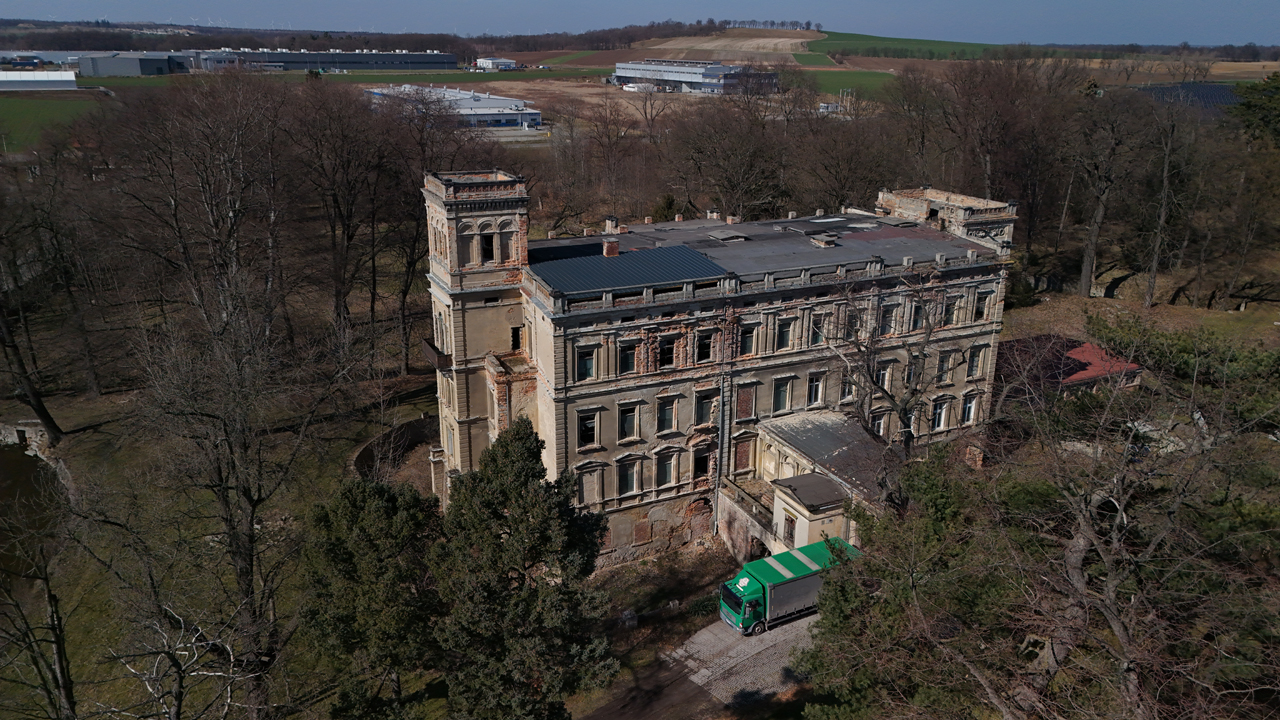
Pałac w Mrowinach
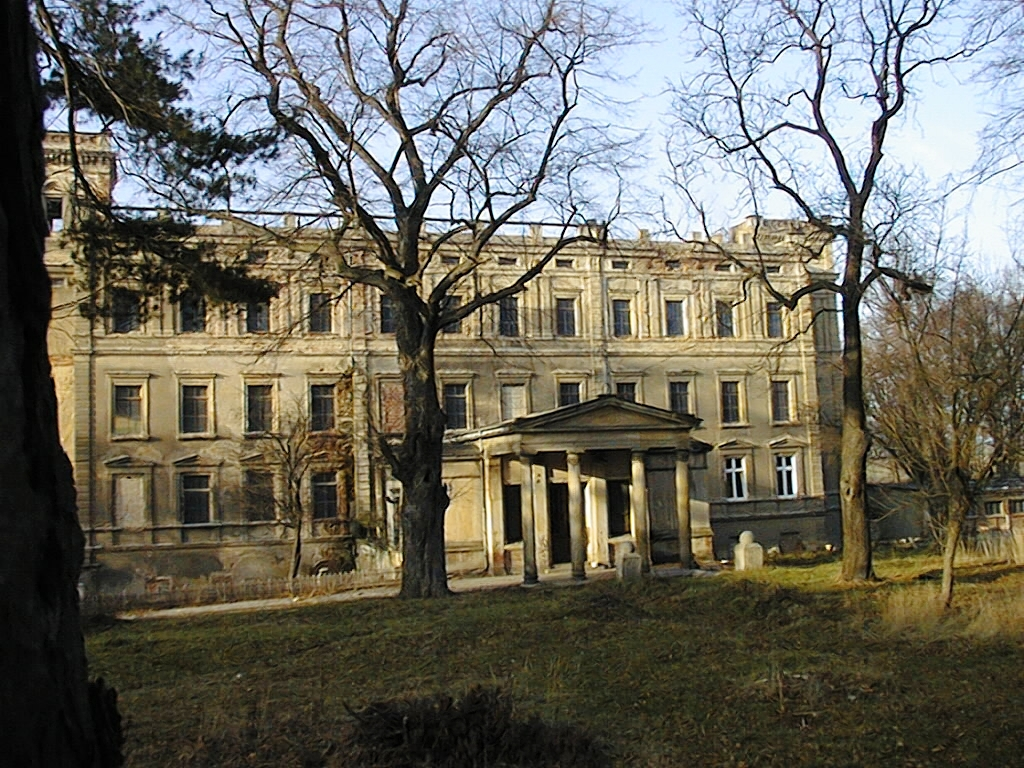
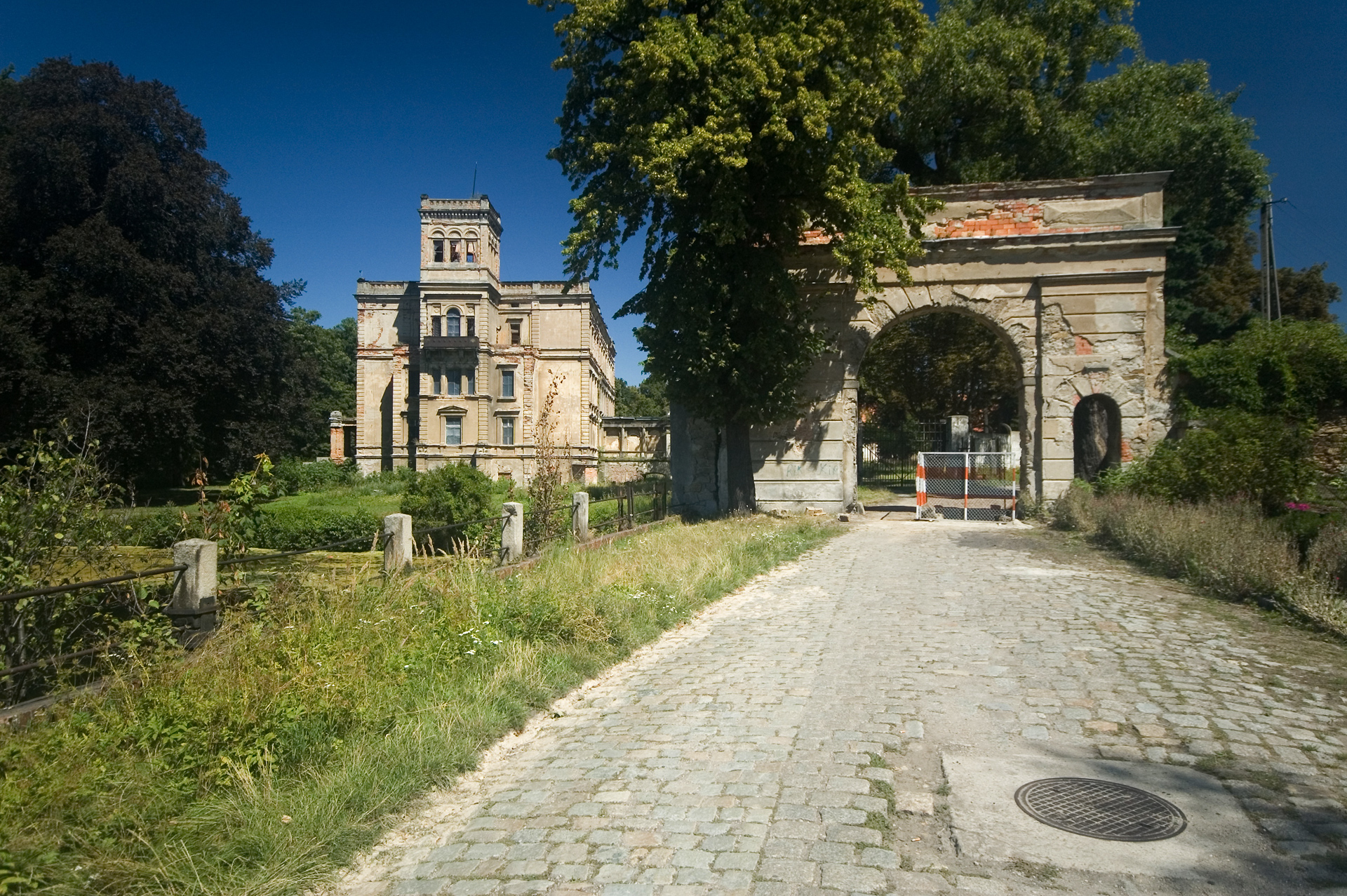
Pałac w Mrowinach
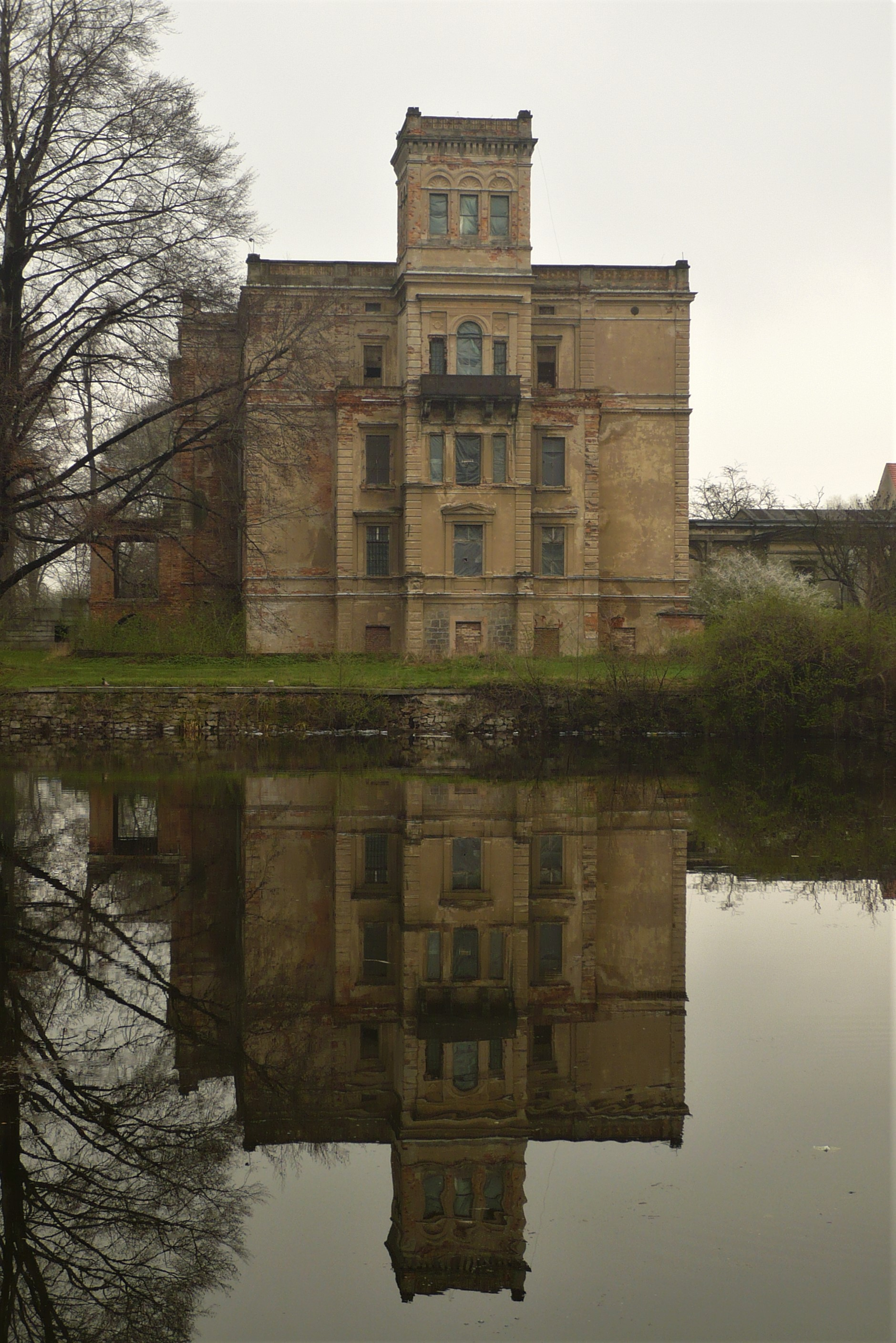
Pałac w Mrowinach
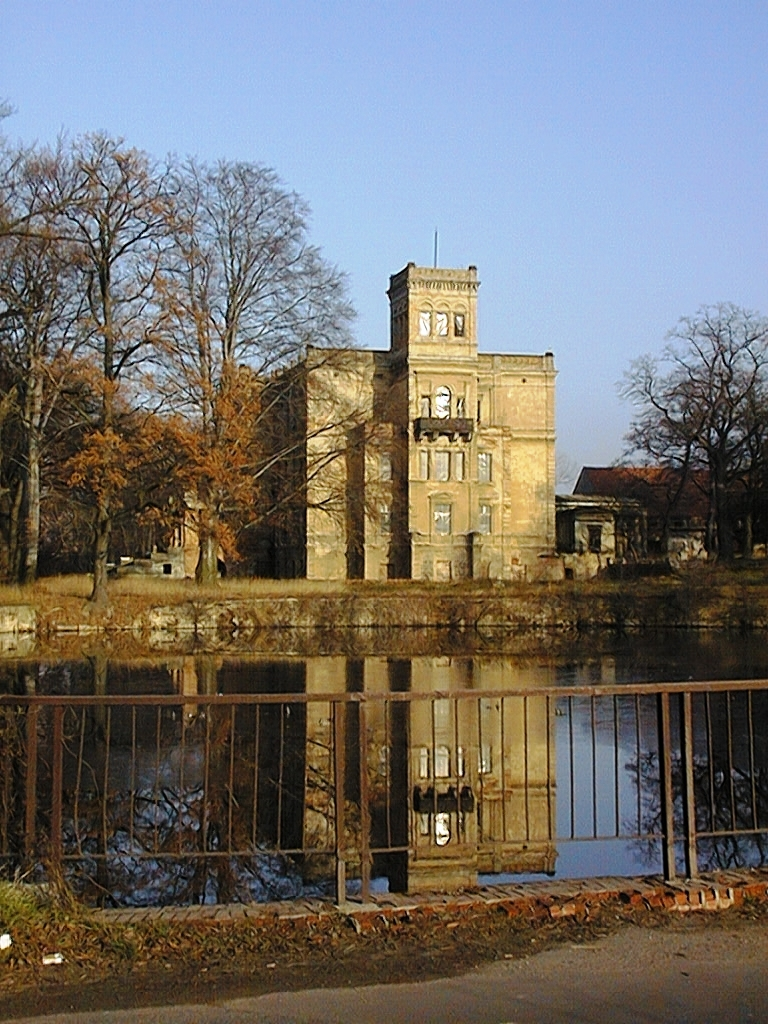